# Raeren
Raeren is een Duitstalige gemeente in de provincie Luik in België. De gemeente telt ruim 11.000 inwoners, waarvan de helft de Duitse nationaliteit heeft. Raeren is ook de naam van de hoofdplaats van de gemeente.

## Geschiedenis
De naam Raeren komt van rooien en wijst op een nederzetting op een ontboste plek in het Aachener Wald. Er kwamen twee kernen: Neudorf, dat in 1241 voor het eerst werd genoemd, en Raeren, dat pas in 1400 voor het eerst vermeld werd.
De Raerener keramiek kreeg bekendheid in de 16e eeuw als exportproduct. Het gaat om met zoutglazuur bedekte steengoed kannen, kruiken, bekers en ander gebruiksgoed. Vooral de kannen en kruiken zijn doorgaans mooi gedecoreerd. Bekend zijn de karakteristieke puntneuskruiken uit de periode 1500-1525. Vanaf 1550 tot 1600 waren vooral de boerendanskruiken erg populair. Nederland was een belangrijk afzetgebied voor deze kruiken. Exemplaren van fraai versierde kannen en bekers uit Raeren en omgeving bevinden zich in diverse musea over de wereld.
Tot de opheffing van het hertogdom Limburg hoorde Raeren tot de Limburgse hoogbank Walhorn. Net als de rest van het hertogdom werd Raeren bij de annexatie van de Zuidelijke Nederlanden door de Franse Republiek in 1795 opgenomen in het toen gevormde departement Ourthe. In 1815 kwam het bij Pruisen, later Duitsland, en in 1920 kwam het aan België. De buurtschap Sief echter, werd in 1921 aan Duitsland teruggegeven.

## Kernen

### Deelgemeenten
| # | Naam     | Opp. (km²) | Inwoners (2020) | Inwoners per km² | NIS-code |
| - | -------- | ---------- | --------------- | ---------------- | -------- |
| 1 | Raeren   | 51,12      | 4.974           | 97               | 63061A   |
| 2 | Eynatten | 14,61      | 3.864           | 264              | 63061B   |
| 3 | Hauset   | 7,07       | 1.960           | 277              | 63061C   |

### Overige kernen
Neudorf, Petergensfeld en Lichtenbusch

## Taal
Naast het in het onderwijs en door de plaatselijke overheid gebruikte Duits spreekt de plaatselijke bevolking een Ripuarisch dialect.

## Bezienswaardigheden
- Sint-Niklaaskerk uit de 18e eeuw (1719-1729)
- Kasteel van Raeren is een waterburcht met toren, die gedeeltelijk uit de 14de eeuw en gedeeltelijk uit 1465 dateert. Het kasteel bevat tevens een pottenbakkerijmuseum dat vanwege de collectie van Raerens aardewerk aangemerkt is als Europees erfgoed
- Huis Raeren
- Kasteel Knoppenburg
- Ravenhaus: 16e-eeuwse hoeve van voormalig slot
- Kasteel Bergscheid
- Kasteel Möris
- Kasteel Amstenrath
- Haus Trouet

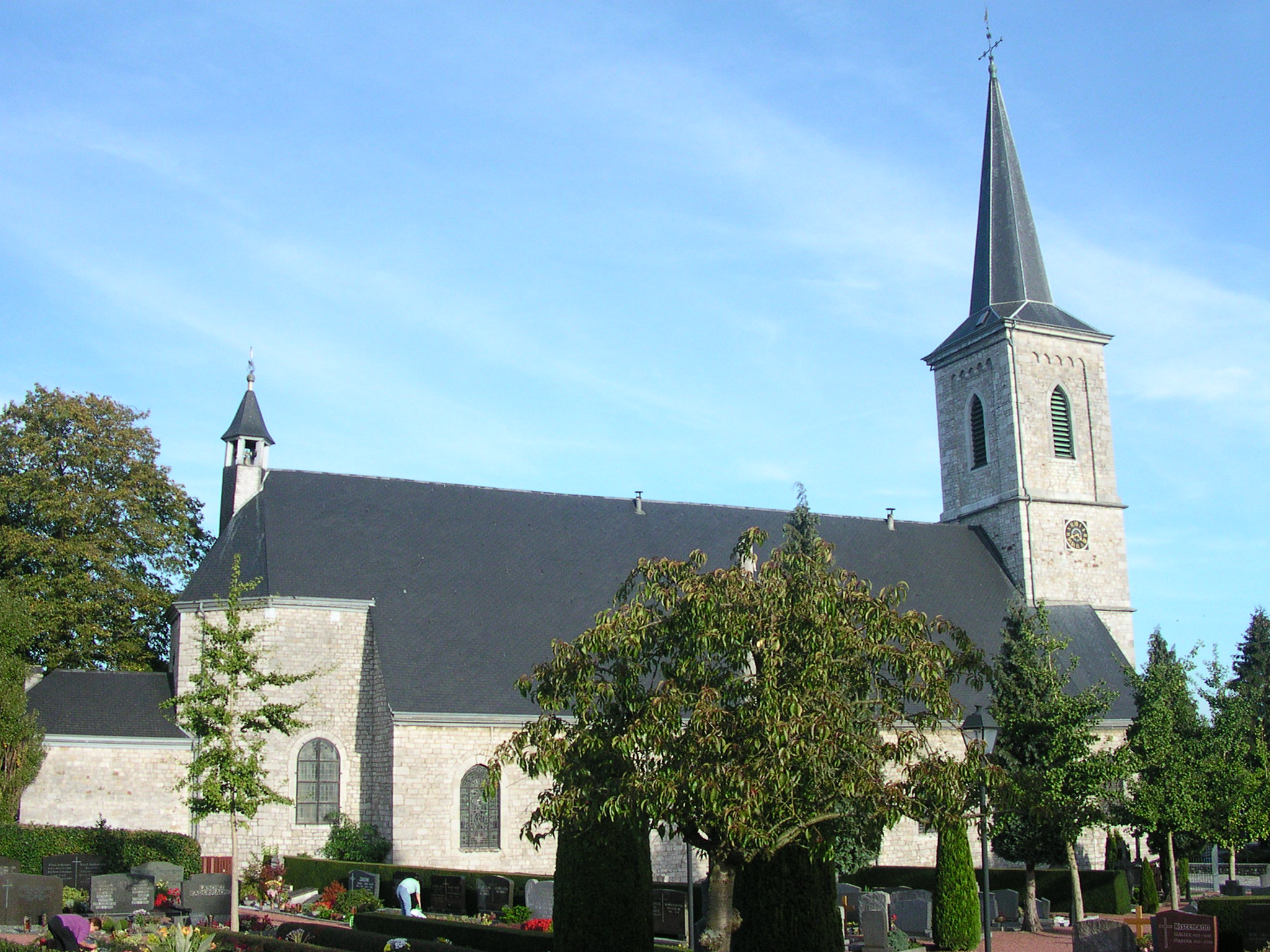
De  Sint-Niklaaskerk in Raeren
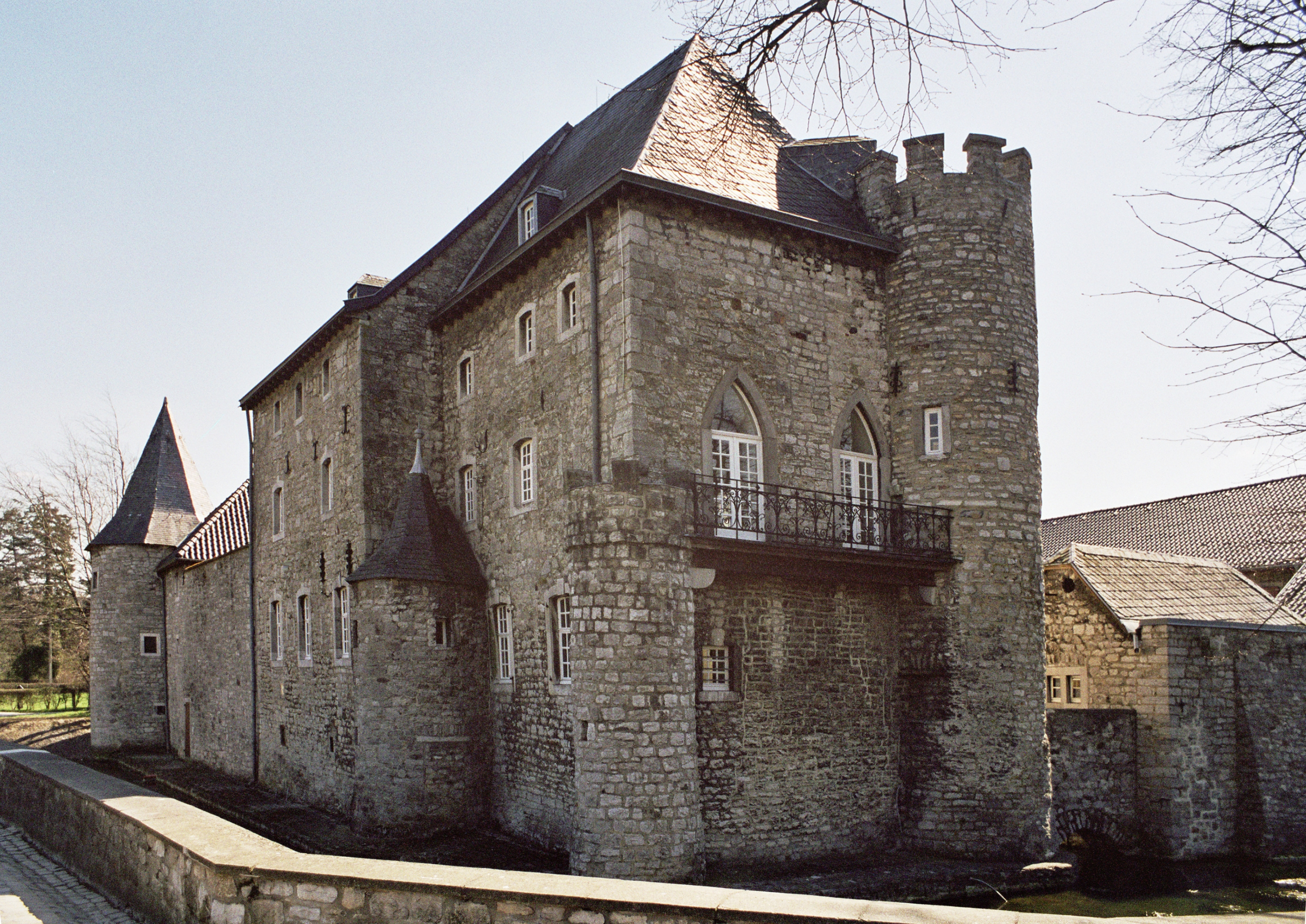
Kasteel van Raeren
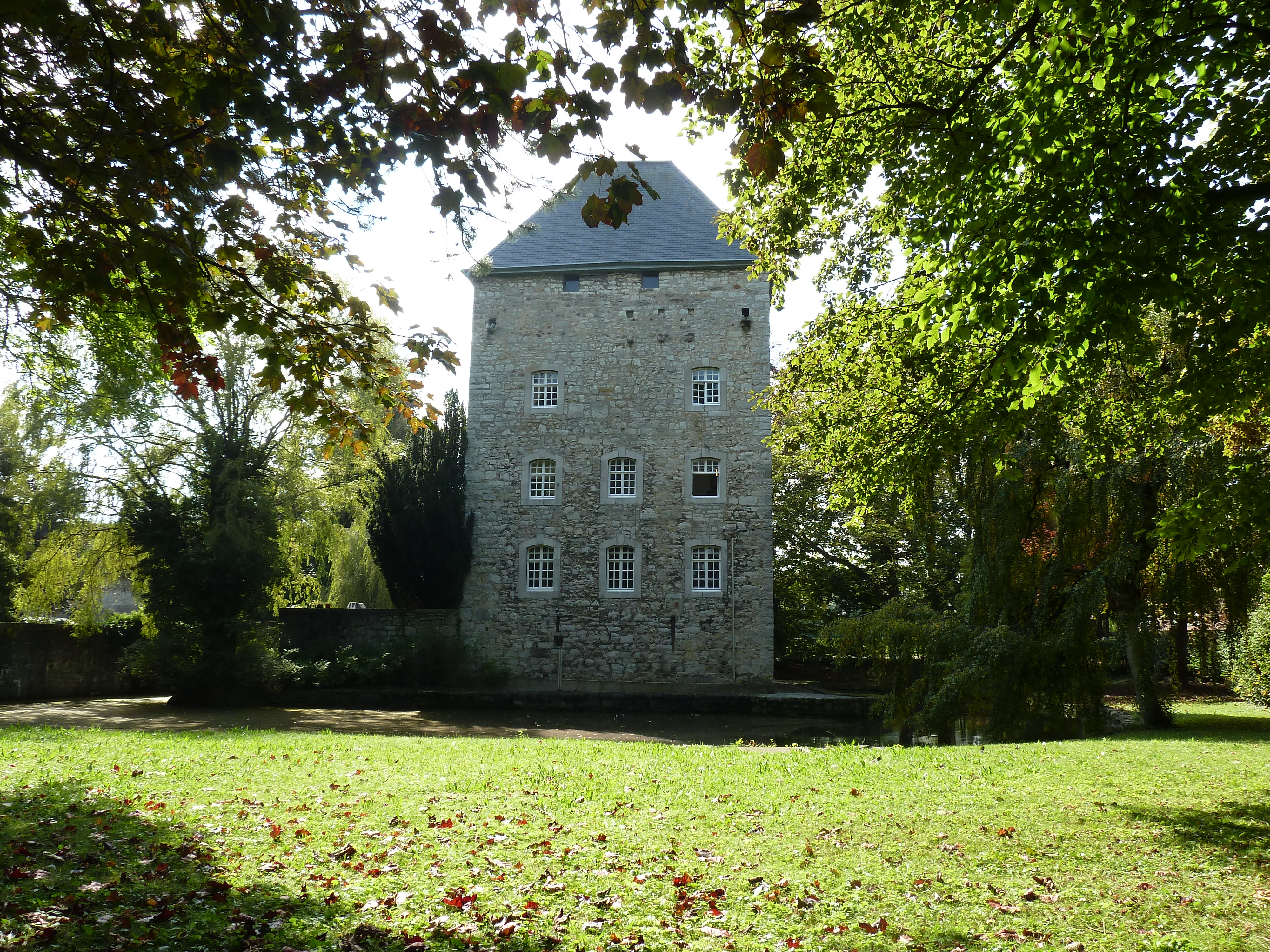
Huis Raeren
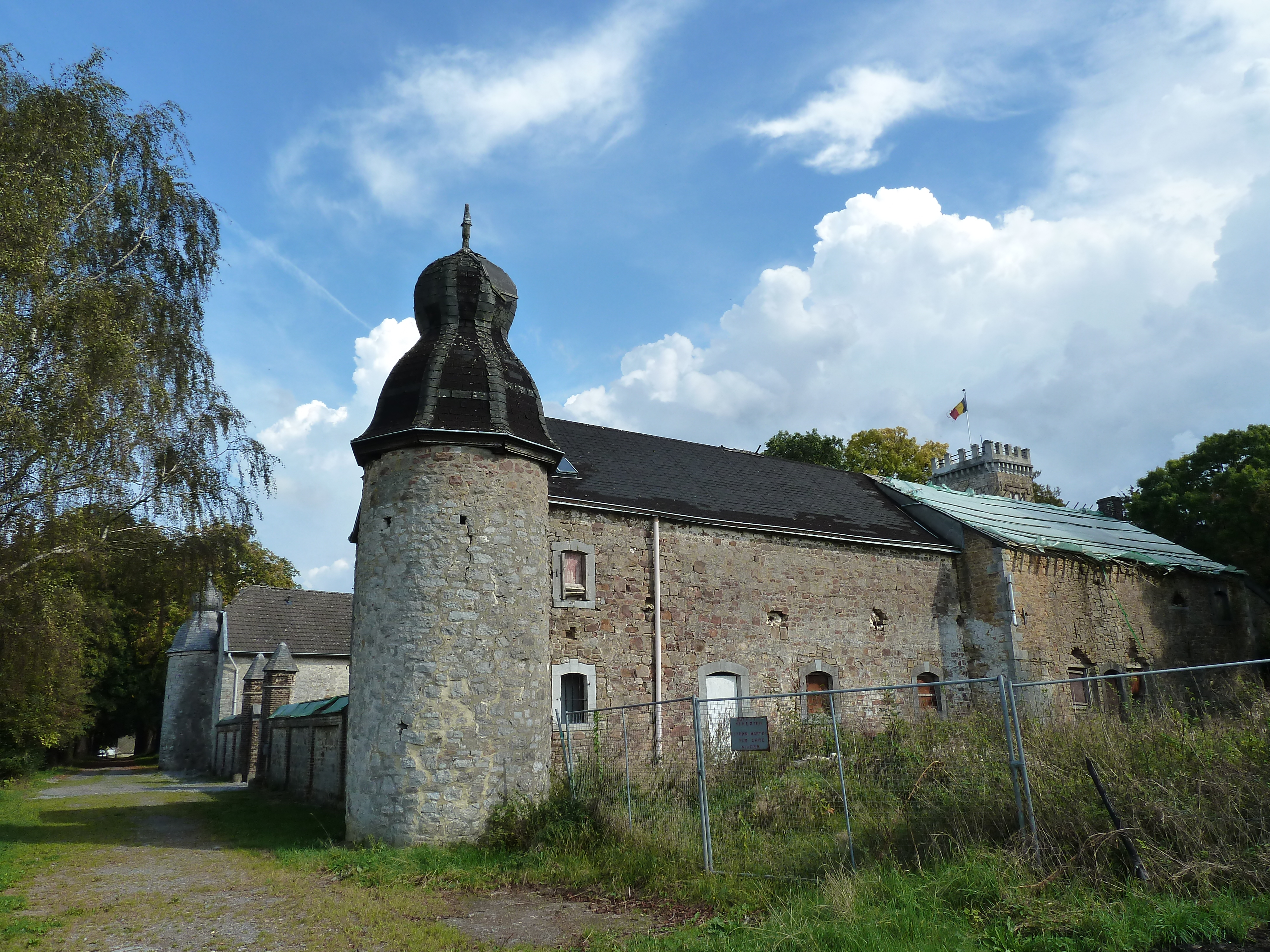
Kasteel Knoppenburg
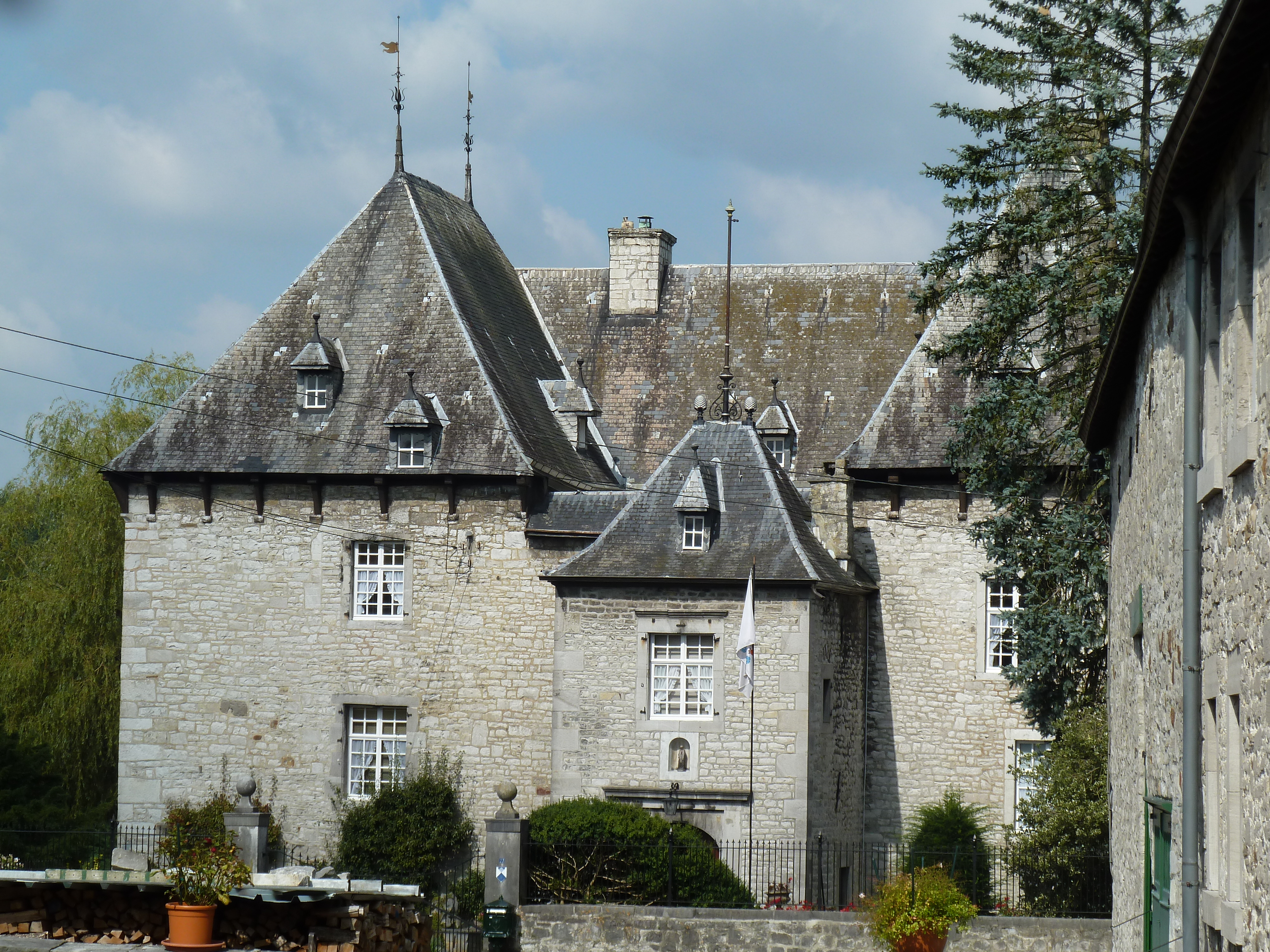
Kasteel Amstenrath
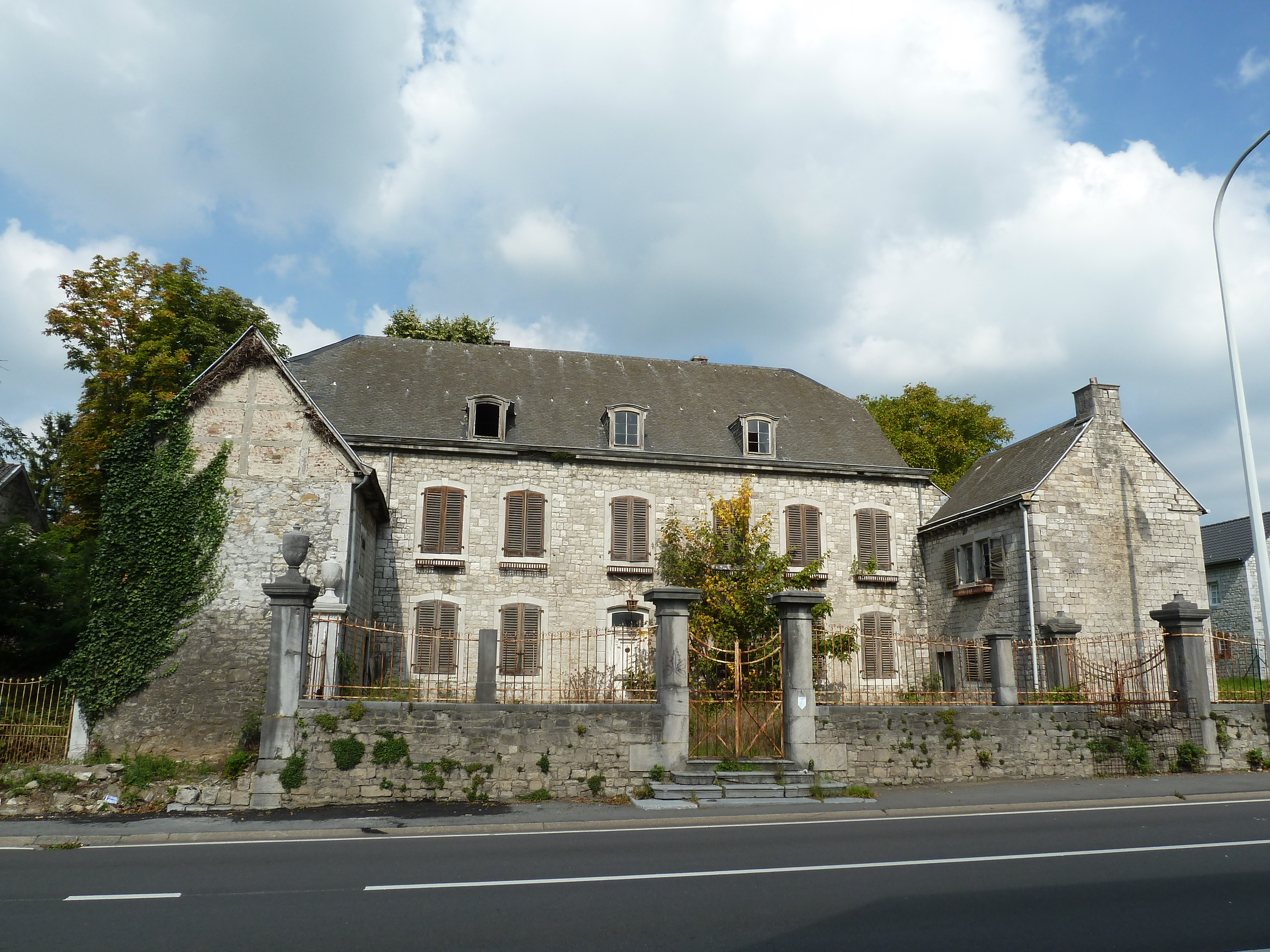
Haus Trouet

## Natuur en landschap
Raeren ligt aan de rand van het Hertogenwald, op een hoogte van ongeveer 300 meter. In het noorden liggen enkele kleinere boscomplexen. De Iterbach stroomt door Raeren in noordoostelijke richting. In het zuiden van Raeren stroomt de Vesder. Op het grondgebied van de deelgemeente Eynatten ontspringt de Geul.

## Demografische ontwikkeling

### Demografische ontwikkeling voor de fusie
- Bronnen:NIS, Opm:1930 tot en met 1970=volkstellingen, 1976 inwoneraantal op 31 december

### Demografische ontwikkeling van de fusiegemeente
Alle historische gegevens hebben betrekking op de huidige gemeente, inclusief deelgemeenten, zoals ontstaan na de fusie van 1 januari 1977.
- Bronnen:NIS, Opm:1930 tot en met 1981=volkstellingen; 1990 en later= inwonertal op 1 januari

| Inwoners van jaar tot jaar op 1 januari 1992 tot heden | Inwoners van jaar tot jaar op 1 januari 1992 tot heden | Inwoners van jaar tot jaar op 1 januari 1992 tot heden |
| jaar                                                   | Aantal                                                 | Evolutie: 1992=index 100                               |
| ------------------------------------------------------ | ------------------------------------------------------ | ------------------------------------------------------ |
| 1992                                                   | 9.218                                                  | 100,0                                                  |
| 1993                                                   | 9.193                                                  | 99,7                                                   |
| 1994                                                   | 9.302                                                  | 100,9                                                  |
| 1995                                                   | 9.371                                                  | 101,7                                                  |
| 1996                                                   | 9.480                                                  | 102,8                                                  |
| 1997                                                   | 9.531                                                  | 103,4                                                  |
| 1998                                                   | 9.520                                                  | 103,3                                                  |
| 1999                                                   | 9.582                                                  | 103,9                                                  |
| 2000                                                   | 9.550                                                  | 103,6                                                  |
| 2001                                                   | 9.625                                                  | 104,4                                                  |
| 2002                                                   | 9.717                                                  | 105,4                                                  |
| 2003                                                   | 9.788                                                  | 106,2                                                  |
| 2004                                                   | 9.853                                                  | 106,9                                                  |
| 2005                                                   | 9.945                                                  | 107,9                                                  |
| 2006                                                   | 10.091                                                 | 109,5                                                  |
| 2007                                                   | 10.199                                                 | 110,6                                                  |
| 2008                                                   | 10.319                                                 | 111,9                                                  |
| 2009                                                   | 10.353                                                 | 112,3                                                  |
| 2010                                                   | 10.451                                                 | 113,4                                                  |
| 2011                                                   | 10.456                                                 | 113,4                                                  |
| 2012                                                   | 10.618                                                 | 115,2                                                  |
| 2013                                                   | 10.564                                                 | 114,6                                                  |
| 2014                                                   | 10.631                                                 | 115,3                                                  |
| 2015                                                   | 10.551                                                 | 114,5                                                  |
| 2016                                                   | 10.552                                                 | 114,5                                                  |
| 2017                                                   | 10.611                                                 | 115,1                                                  |
| 2018                                                   | 10.707                                                 | 116,2                                                  |
| 2019                                                   | 10.759                                                 | 116,7                                                  |
| 2020                                                   | 10.818                                                 | 117,4                                                  |
| 2021                                                   | 10.889                                                 | 118,1                                                  |
| 2022                                                   | 10.997                                                 | 119,3                                                  |
| 2023                                                   | 11.119                                                 | 120,6                                                  |
| 2024                                                   | 11.136                                                 | 120,8                                                  |
| 2025                                                   | 11.185                                                 | 121,3                                                  |

## Politiek

### Resultaten gemeenteraadsverkiezingen sinds 1976
| Partij                                      | 10-10-1976 | 10-10-1976 | 10-10-1982 | 10-10-1982 | 9-10-1988 | 9-10-1988 | 9-10-1994 | 9-10-1994 | 8-10-2000 | 8-10-2000 | 8-10-2006 | 8-10-2006 | 14-10-2012 | 14-10-2012 | 14-10-2018 | 14-10-2018 | 13-10-2024 | 13-10-2024 |
| Stemmen / Zetels                            | %          | 17         | %          | 19         | %         | 19        | %         | 21        | %         | 21        | %         | 21        | %          | 21         | %          | 21         | %          | 21         |
| ------------------------------------------- | ---------- | ---------- | ---------- | ---------- | --------- | --------- | --------- | --------- | --------- | --------- | --------- | --------- | ---------- | ---------- | ---------- | ---------- | ---------- | ---------- |
| GI-IC1 / Mit UnsA                           | 14,971     | 2          | 39,39A     | 8          | 49,38A    | 10        | 42,02A    | 10        | 57,67A    | 13        | 44,97A    | 10        | 40,94A     | 9          | 37,53A     | 8          | 33,54A     | 7          |
| KI-IC1 / Mit UnsA                           | 11,371     | 1          | 39,39A     | 8          | 49,38A    | 10        | 42,02A    | 10        | 57,67A    | 13        | 44,97A    | 10        | 40,94A     | 9          | 37,53A     | 8          | 33,54A     | 7          |
| SP-PS1 / Mit UnsA / SPplus 2                | 2,581      | 0          | 39,39A     | 8          | 49,38A    | 10        | 42,02A    | 10        | 57,67A    | 13        | 44,97A    | 10        | 40,94A     | 9          | 37,53A     | 8          | 10,232     | 2          |
| CSP-PSC1 / Mit UnsA / CSLB / Gem Vorw CSLC  | 16,881     | 3          | 39,39A     | 8          | 49,38A    | 10        | 30,52B    | 6         | 35,13B    | 8         | 34,0B     | 8         | 28,11B     | 6          | 34,10C     | 7          | 39,48B     | 9          |
| L.B.SCHU.1 / LBCROE2 / CSLB / Gem Vorw CSLC | 51,291     | 11         | 53,121     | 11         | 31,872    | 6         | 30,52B    | 6         | 35,13B    | 8         | 34,0B     | 8         | 28,11B     | 6          | 34,10C     | 7          | 39,48B     | 9          |
| FBL                                         | -          |            | -          |            | 18,75     | 3         | 11,81     | 2         | 10,37     | 1         | 8,67      | 1         | 8,22       | 1          | -          |            | -          |            |
| ECOLO                                       | -          |            | 7,48       | 0          | -         |           | -         |           | 12,48     | 2         | 12,36     | 2         | 22,72      | 5          | 28,38      | 6          | 16,75      | 3          |
| BASTIN                                      | 2,9        | 0          | -          |            | -         |           | -         |           | -         |           | -         |           | -          |            | -          |            | -          |            |
| Totaal stemmen                              | 3591       | 3591       | 3776       | 3776       | 3818      | 3818      | 3684      | 3684      | 4234      | 4234      | 4461      | 4461      | 4473       | 4473       | 4455       | 4455       | 4585       | 4585       |
| Opkomst %                                   |            |            |            |            | 92,22     | 92,22     | 92,45     | 92,45     | 91,39     | 91,39     | 91,64     | 91,64     | 87,31      | 87,31      | 87,51      | 87,51      | 87,53      | 87,53      |
| Blanco en ongeldig %                        | 4,01       | 4,01       | 5,88       | 5,88       | 6,39      | 6,39      | 9,64      | 9,64      | 7,09      | 7,09      | 9,48      | 9,48      | 9,19       | 9,19       | 7,77       | 7,77       | 6,37       | 6,37       |

## Geboren in Raeren
- Bruno Fagnoul (1936-2023), politicus